# Stadion Ludowy w Dalian
Stadion Ludowy (chiń. 大连人民体育场; pinyin Dàlián Rénmín Tǐyùchǎng) – nieistniejący już wielofunkcyjny stadion w Dalian, w Chinach. Został otwarty w 1925 roku. Obiekt mógł pomieścić 55 843 widzów. W przeszłości swoje spotkania rozgrywała na nim drużyna Dalian Shide, która następnie przeniosła się na stadion Jinzhou, a od 2014 roku występuje na Dalian Sports Center Stadium. W 1985 roku obiekt był jedną z aren piłkarskich Mistrzostw Świata U-16. W 2010 roku stadion został rozebrany, a na jego miejscu ma stanąć centrum handlowe.